# Navalgund
Navalgund är en ort i Indien.   Den ligger i distriktet Dharwad och delstaten Karnataka, i den sydvästra delen av landet, 1 500 km söder om huvudstaden New Delhi. Navalgund ligger 585 meter över havet och antalet invånare är 23 208.
Terrängen runt Navalgund är mycket platt. Runt Navalgund är det ganska tätbefolkat, med 192 invånare per kvadratkilometer. Närmaste större samhälle är Nargund, 18,6 km norr om Navalgund. Trakten runt Navalgund består till största delen av jordbruksmark.